# Mike Tompkins

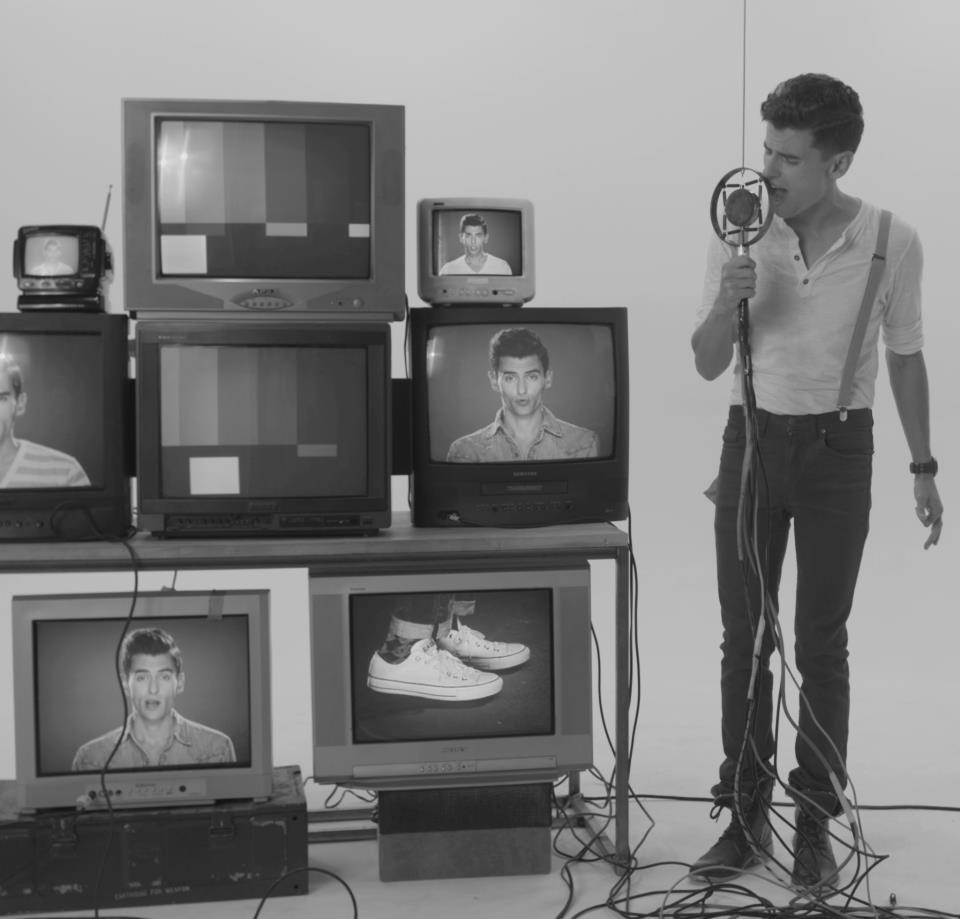
Mike Tomkins

Mike Tompkins (Edmonton, 31 de julho de 1987) é um cantor, compositor e arranjador canadense.
Seu envolvimento com a música vem da infância. Ainda um estudante, em 2002 participou do coro na montagem do Mágico de Oz no Grand Theatre, e desempenhou o papel de Ali Hakim numa montagem de 2005 do musical Oklahoma! promovida pelo Grand High School Project. Em 2008 graduou-se em Produção Musical pelo Ontario Institute of Audio Recording Technology, e já começava a se tornar conhecido por seus covers e remixes de canções populares, que realiza utilizando apenas a voz, sem instrumentação, e interpretando as várias partes sozinho ou às vezes com parcerias. Seus versáteis recursos vocais, associados a umas poucas edições de estúdio — que consistem basicamente de transposições de oitava — criam efeitos sonoros que se assemelham aos de instrumentos reais (beatboxing). Apresentando seus trabalhos em vídeos, ao mesmo tempo tem cuidado com a produção visual, criando cenas com várias janelas simultâneas, onde ele aparece interpretando as várias vozes ao mesmo tempo, como se fosse uma banda. Essas imagens muitas vezes recebem efeitos visuais adicionais. Segundo Nicole Villeneuve, "Tompkins tem uma profunda compreensão da música, e começou a aperfeiçoar o seu agora largamente popularizado estilo com a idade de oito anos". O próprio artista assim explicou:
"Sou um produtor/mixador, então, eu entendo a parte de produção da música. Quando eu ouço alguma canção, não estou apenas ouvindo as melodias e letras. Eu ouço tudo que faz da canção o que ela é. Desde os elementos que constroem o fundo do som, que você mal pode escutar, até os ritmos que os pratos da bateria estão produzindo. Eu apenas tento recriar todos esses sons com a minha própria boca".
A fama veio através do seu canal no YouTube, onde tem mais de 1,8 milhões de seguidores. Seus primeiros sucessos foram dois covers publicados em 2010, com versões de Dynamite, de Taio Cruz, e Teenage Dream, de Katy Perry. Seus trabalhos já tiveram, em seu conjunto, cerca de 200 milhões de visualizações.
Em função da popularidade conquistada, tem aparecido em mídias de larga circulação e feito parcerias que ampliam seu campo de trabalho inicial. Em 2012 assinou um contrato com o Makers Studio. O diretor da empresa justificou o contrato dizendo que "a sua abordagem da música é vanguardista e estamos excitados em ter um artista tão talentoso conosco". Foram gravados dois álbuns, mas jamais foram lançados. Insatisfeito com as condições impostas, em 2015 Tompkins decidiu continuar sua carreira como artista independente.
Foi entrevistado no Ellen DeGeneres Show, abriu os shows da tourné de Jonas Brothers/Karmin, já trabalhou com artistas como Heffron Drive, Lindsey Stirling, Timbaland, Jennifer Hudson e t.A.T.u., criou um vídeo com a participação dos Muppets, e em 2016 foi recrutado pela produtora Elizabeth Banks para criar um vídeo com a participação de grandes estrelas, como Jane Fonda, Rob Reiner e Sia, por encomenda da Convenção do Partido Democrata dos Estados Unidos, em apoio à candidatura de Hillary Clinton. Participou do festival Lollapalooza Brasil em 2016, no mesmo ano foi uma das celebridades do YouTube selecionadas pelo Livescape Group para participar do projeto Asia Tour, apresentando-se em show no Estádio Chin Woo em Kuala Lumpur. Em shows ao vivo ele interpreta as canções junto com bases pré-gravadas. É um dos finalistas do 8º Shorty Awards — The Best of Social Media, na categoria YouTube Musician.
Foi um dos destacados em matéria do jornal Business Insider, que analisou uma pesquisa de opinião da revista Variety enfocando a mudança de objeto dos fãs de celebridades. A pesquisa pediu para jovens classificarem figuras populares em termos de acessibilidade, autenticidade e outros aspectos considerados definidores de sua influência geral, e o resultado mostrou que os jovens de hoje admiram em um nível esmagadoramente maior personalidades do YouTube do que os astros de Hollywood, o que tem resultado para esses novos ídolos grandes contratos com marcas famosas. A revista virtual New Media Rock Stars assim o descreveu: 
"Com os músicos e cantores do YouTube ganhando enorme popularidade nos últimos anos, a mídia mainstream já reconhece isso como uma nova forma de talento. [...] Sua habilidade de criar performances originais mesmo quando se trata de um cover não é a única razão para ter-se tornado tamanha sensação. Como fica evidente no seu canal no YouTube, Tompkins acima de tudo valoriza seus fãs e seguidores. Mostrando cenas dos bastidores e vídeos inteiros dedicados a responder perguntas de fãs, Tompkins entende a importância de dar um retorno à comunidade que fez dele um sucesso".
Além de elaborar arranjos de canções de grupos conhecidos, ele também compõe músicas originais. Uma delas, intitulada Stand Up, foi criada para o documentário Bully. Outra, Daylight, foi criada em 2015 para um projeto da ONG de assistência social Convoy of Hope, a fim de chamar a atenção do público para o trabalho desenvolvido pela entidade e angariar apoios para seus projetos. A iniciativa foi desenvolvida em comunidades carentes da Tanzânia. Daudi Msseemmaa, diretor das operações do Convoy na África, disse que Tompkins não apenas criou um vídeo, mas "estabeleceu uma ligação. [...] As pessoas em nossas comunidades vivem vidas difíceis, mas temos tanta alegria, dignidade e esperança. O vídeo de Mike captura tudo isso. A letra leva uma mensagem de esperança — 'através das nuvens brilha a luz do dia' — e ninguém a entendeu melhor do que as mulheres e crianças dos nossos programas". O vídeo recebeu mais de cem mil visualizações e recolheu fundos suficientes para manter alguns dos projetos por um ano.
Mike Tomplkins vive em Nashville, é casado com Kayla, que conheceu na escola, e que trabalha como produtora e publicitária do marido.